# Cytisus nigricans
Cytisus nigricans щедринець звичайний, лемботропіс чорніючий (Cytisus nigricans) — вид рослин родини бобові (Fabaceae), поширений у центральній і східній Європі, у тому числі Україні.

## Опис
Багаторічний чагарник від 30 до 100 см заввишки. Листки трійчасті, з еліптичними голими зверху листочками 12–25 мм завдовжки і 6–10 мм завширшки, при сушінні чорніють. Квітки золотисто-жовті, зібрані на кінцях пагонів у безлисті колосоподібно-китицеподібні суцвіття. Боби лінійно-ланцетні, 20—25 мм довжиною і 5 мм завширшки. 

## Поширення
Поширений у центральній і східній Європі: Австрія, Чехія, Словаччина, Німеччина, Угорщина, Польща, Швейцарія, Білорусь, Молдова, Росія, Україна, Албанія, Болгарія, колишня Югославія, Італія (у т.ч. Сардинія), Румунія.
В Україні зростає в світлих і сухих лісах, чагарниках, на лугових степах — у західній частині до Дніпра.

## Галерея

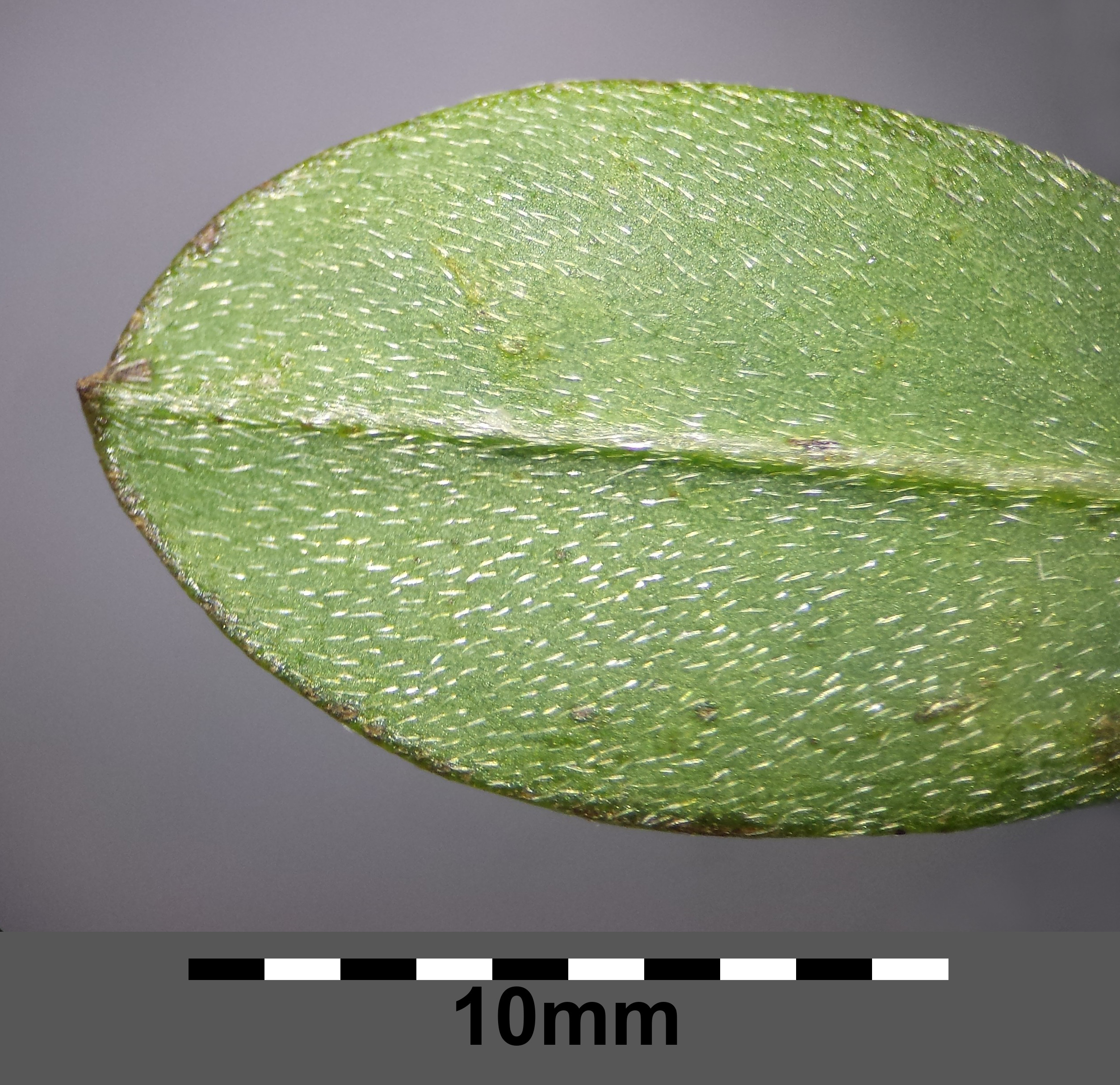
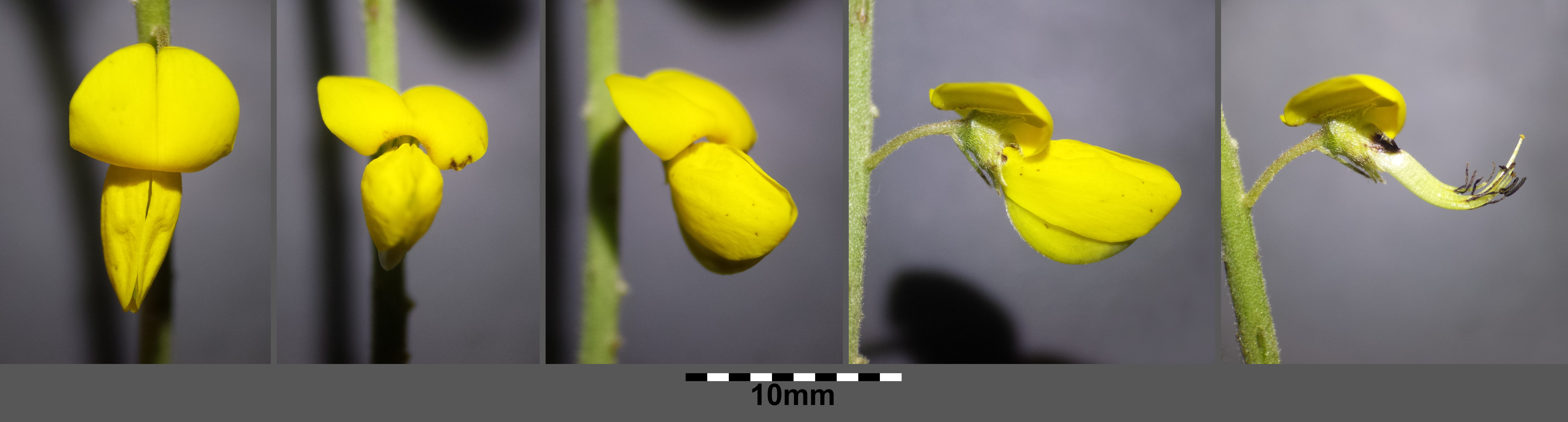
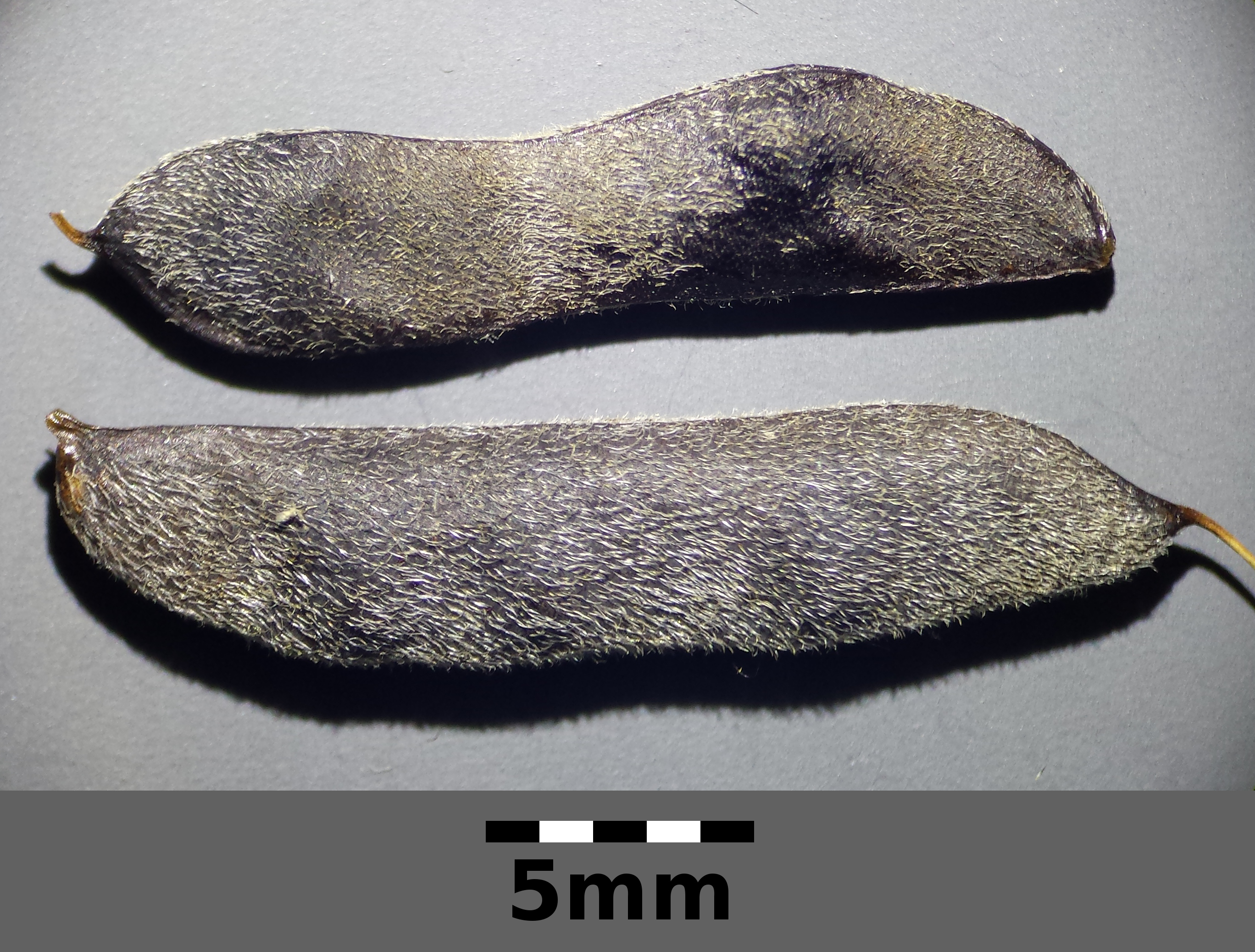
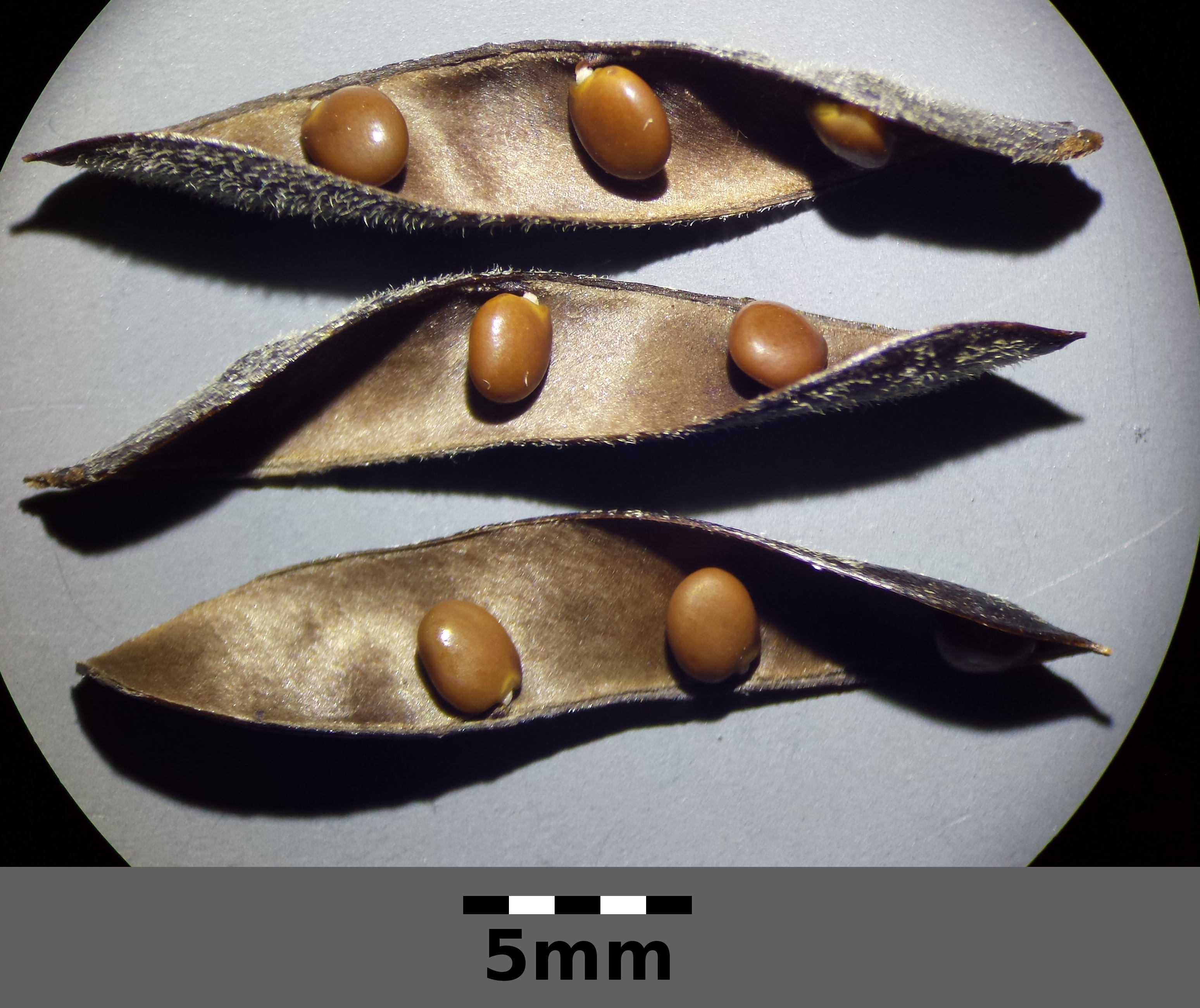
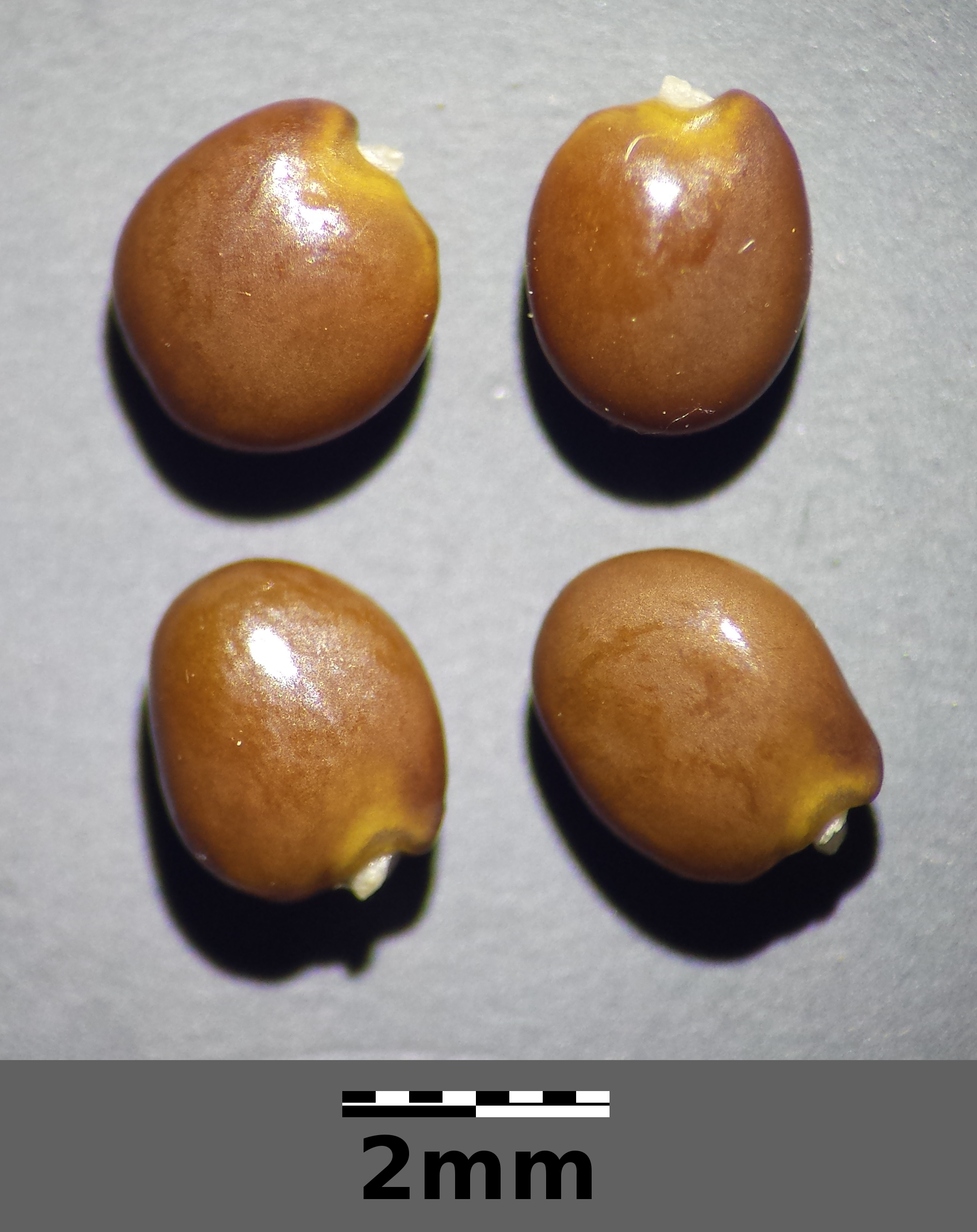
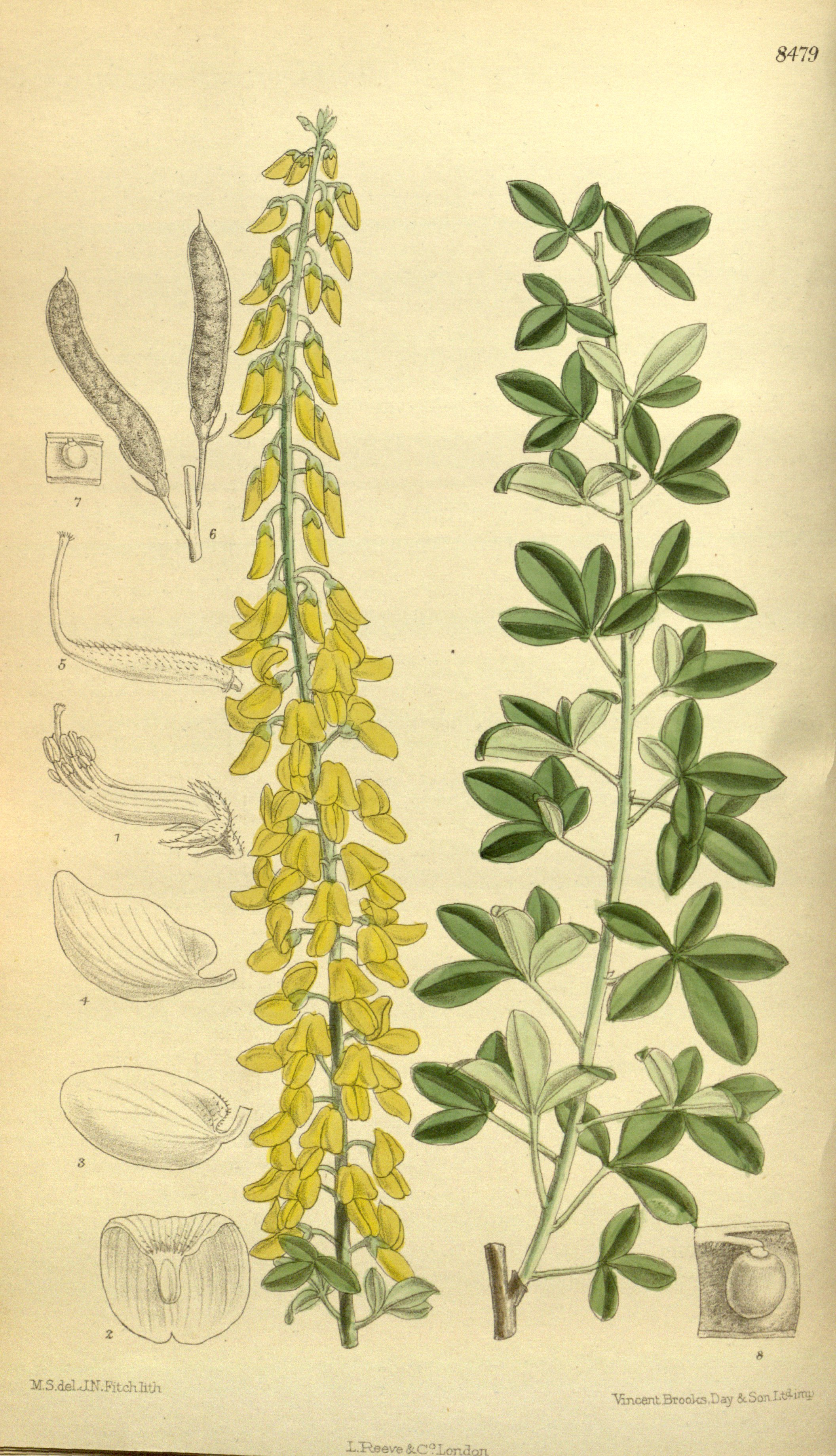